# Bredase restaurantmoord
De Bredase restaurantmoord in de nacht van 3 op 4 juli 1993 betreft een roofmoord op de 56-jarige Tim Mui Cheung in het Chinees restaurant Peacock in de Nederlandse stad Breda. Uiteindelijk werden drie mannen en drie vrouwen, beter bekend als de Zes van Breda, veroordeeld voor de moord. In de rechtswetenschap zijn er twijfels over de betrokkenheid van de zes veroordeelden. De verklaringen van de vrouwen, die centraal stonden in de bewijsvoering, zouden inconsistent zijn en onder druk zijn afgelegd. Dit resulteerde in een rechtsgang die sinds de nieuwe herzieningsaanvraag van begin 2023 nog steeds voortsleept.

## Moord
Tim Mui Cheung, ook wel Oma Mok genoemd, was de 56-jarige moeder van de eigenaar van het Chinees restaurant Peacock in de Jorisstraat in Breda. In de nacht van 3 op 4 juli 1993 verbleef zij in het huis van haar zoon, dat even verderop aan de andere kant van de straat lag. Ze was daar om op haar kleinkinderen te passen terwijl haar zoon en schoondochter weg waren. In het huis verbleven ook twee hulpkoks van het restaurant. Toen de koks op 4 juli om 11.00 uur bij het restaurant aankwamen troffen zij Cheung vermoord in de keuken van het restaurant aan. Ze was gewurgd en had verschillende verwondingen, waaronder ribbreuken. Op de vloer van de keuken lag een wokpan, naar alle waarschijnlijkheid waren hiermee de verwondingen aangericht. Daarnaast was de inhoud van de gokkast ontvreemd.

## Onderzoek
Er werden geen sporen van braak gevonden aan de buitenkant van het restaurant. De sleutelbos en enkele sieraden van het slachtoffer werden niet teruggevonden. Op de plaats delict werden enkele bloedsporen, vingerafdrukken, schoenafdrukken en haren gevonden en getest in het forensisch onderzoek. Deze sporen zijn echter nooit aan een persoon gelinkt, ook met niemand van de uiteindelijk veroordeelden.
Jane H., een vrouw die in de snackbar naast het restaurant werkte, gaf een verklaring aan de politie over een mogelijk verdachte rode Mazda die ze in de dagen voor de moord wel eens voor de deur van het restaurant had zien staan. Deze bleek later van een onschuldige buurtbewoner te zijn. Uiteindelijk leidde het opsporingsonderzoek tot niets en werd dit op 9 september 1993 beëindigd.
In het voorjaar van 1994 konden drie mannen worden opgepakt voor een ongerelateerde overval op een vrouw; Anil. B, Achmed L. en Abdeslam T. Tijdens hun voorarrest ontving de politie op 11 maart een tip van het CID. Achmed L. en Abdeslam T. zouden onder andere daders van de restaurantmoord zijn, waarbij Jenny L. op de uitkijk had gestaan. Daarnaast waren de mannen bevriend met tipgever Jane H. en Carien N. van de snackbar, en kwamen ze wel eens bij ze thuis langs. Naar aanleiding van deze tip werd op 21 maart 1994 een tweede onderzoek geopend in de zaak. Politie vermoedde na de tip een criminele samenzwering en arresteerde de zes jongeren. Zo zou de tip van Jane H. over de rode auto enkel bedoeld zijn om de politie op een verkeerd spoor te zetten, weg van de groep veroordeelden.
De zes verdachten werden na hun arrestatie verhoord, waarin ze allemaal aanvankelijk ontkenden. Na enige tijd legden de vrouwen bekentenissen af over henzelf en de anderen. Zij verklaarden dat de roofmoord voorbereid was. De vrouwen zouden het slachtoffer vanuit het huis van haar zoon naar het restaurant hebben gelokt, waar de mannen binnen de roofmoord pleegden terwijl de vrouwen buiten op de uitkijk stonden. Een van de vrouwen trok haar bekentenis bij de rechter-commissaris in, nog voor het begin van de strafzaak. Zij zou tijdens de verhoren onder grote druk door de politie zijn gezet. Tijdens het herzieningsonderzoek in 2012 trok een tweede vrouw haar verklaring ook in, ook zij stelde dat ze onder druk was gezet door de politie tijdens de verhoren. De mannen hebben altijd verklaard onschuldig te zijn.

## Veroordelingen
In 1994 werden de zes verdachten veroordeeld door de rechtbank Breda. De mannelijke veroordeelden kregen 12 tot 14 jaar gevangenisstraf voor het medeplegen van doodslag, de vrouwen kregen 15 maanden tot 2 jaar voor medeplichtigheid hieraan. Vier van de veroordeelden, Jenny L. en de drie mannen, gingen in hoger beroep. Op 11 juli 1995 deed het gerechtshof 's-Hertogenbosch uitspraak in de zaak. Hierbij bleef Jenny L.'s straf van 2 jaar in stand, en werden de straffen van de drie mannen teruggebracht tot tien jaar gevangenisstraf ieder. De drie mannelijke veroordeelden gingen vervolgens in cassatie, maar deze zaken werden op 10 september 1996 door de Hoge Raad verworpen.
De veroordelingen berustten voornamelijk op de bekennende verklaringen van de vrouwen. De rechters achtten bewezen verklaard dat de vrouwen naar het huis van de eigenaar waren gelopen, en daar het slachtoffer naar het restaurant lokten. Voor het restaurant zou ze vervolgens geconfronteerd zijn door de drie mannen, die in een schermutseling haar sleutels afpakten en haar het restaurant binnen dwongen. De vrouwen bleven aanvankelijk buiten op de uitkijk staan. Binnen sommeerden de mannen het slachtoffer om de dagopbrengst van het restaurant te overhandigen, deze lag echter al thuis. Hierop braken ze de gokkast open. Vervolgens mishandelden en wurgden ze het slachtoffer, wat aanschouwd zou zijn door twee van de vrouwen. Uiteindelijk zou een van de mannen het slachtoffer hebben gewurgd.

## Herziening
Na zijn vrijlating klopte Abdeslam T. aan bij Project Gerede Twijfel, een groep studenten van de universiteit van Maastricht onder leiding van rechtspsycholoog Peter van Koppen, dat mogelijke gerechtelijke dwalingen onderzoekt. In september 2008 werden de resultaten hiervan gepubliceerd in het boek De dood in het Chinese restaurant. In dit boek werden de namen van personen en plaatsen gefingeerd. Volgens Van Koppen zouden rechercheurs te veel tunnelvisie hebben gehad naar de veroordeelden, waarbij andere verdachten en scenario's uit het oog verloren werden. Ook werd er door de politie veel druk op de verdachten en getuigen gezet. Dit zou onder andere hebben geleid tot meegaandheid van de vrouwen bij het afleggen van valse verklaringen. Ook zouden de forensische sporen en situatie op de plaats delict niet overeenkomen met de verklaringen. Van Koppen had ook kritiek op de uitvoering en interpretatie van art. 341 lid 3 Sv, dat verbiedt om verklaringen van verdachten als bewijs tegen medeverdachten te gebruiken. Dit werd omzeild door de zaken van de verdachten niet gelijktijdig, maar gesplitst te behandelen. Zo konden de verklaringen van de vrouwen alsnog gebruikt worden tegen de andere verdachten.
Naar aanleiding van de resultaten van Project Gerede Twijfel startte de Commissie evaluatie afgelopen strafzaken een onderzoek in 2010 naar de restaurantmoord. Hierbij werd nieuw forensisch-technisch onderzoek verricht, en werden veel getuigen uit het dossier opnieuw geïnterviewd. In het nieuwe forensisch onderzoek kon geen link met de veroordeelden worden gelegd. De commissie achtte ook de bekentenissen van de vrouwen geen betrouwbaar bewijs voor betrokkenheid van de veroordeelden. Zo verschilden deze verklaringen soms aanzienlijk en kon er geen steun voor deze verklaringen worden gevonden in andere bewijsbronnen. Volgens de commissie zouden de discrepanties in de verklaringen enkel verklaard kunnen worden doordat de vrouwen de verhoorders tevreden wilden stellen. Een van de belangrijkste bevindingen betrof echter de ontdekking van twee getuigenverklaringen, die niet in het dossier waren gevoegd en daardoor dus ook onbekend waren voor de advocaten, OM en rechters. Twee zogenoemde bushokjesgetuigen zaten rond het tijdstip van de roofmoord urenlang in een bushokje, zo'n 35 meter schuin tegenover het restaurant. Hen was de desbetreffende avond niets en niemand opgevallen. Dit was een nieuw feit dat voor de rechter destijds onbekend was, en leverde dus een novum op voor een herzieningszaak.

### Herzieningszaak
Naar aanleiding van het onderzoek van de commissie heeft de procureur-generaal op 5 juni 2012 een herzieningsverzoek ingediend. Dit was de eerste keer dat een dergelijk verzoek werd ingediend door een procureur-generaal, nadat de wet hieromtrent was aangepast. De procureur-generaal was van mening dat in deze zaak hoogstwaarschijnlijk sprake was van valse bekentenissen. De bekentenissen van de medeplichtige vrouwen zouden tegenstrijdig zijn geweest en vol onmogelijkheden hebben gezeten. Op 18 december 2012 verklaarde de Hoge Raad het herzieningsverzoek gegrond, en bepaalde dat het gerechtshof in Den Haag de strafzaak opnieuw moest behandelen. De herziening bij het gerechtshof begon op 17 maart 2015. Op 14 oktober 2015 oordeelde het gerechtshof dat het eerdere vonnis standhield, en daarmee ook de veroordelingen van de zes. De veroordeelden hadden voor de herzieningszaak hun straffen al uitgezeten.
Het gerechtshof Den Haag vond dat er inderdaad inconsistenties tussen de verklaringen waren, maar ging hieraan voorbij. Op hoofdpunten zouden de verhalen van de vrouwen overeen komen. Ook ging het hof voorbij aan de beweerde druk van de politie op de vrouwelijke veroordeelden tijdens hun verhoren. Zo zou er geen reden zijn om aan de betrouwbaarheid van de bekentenissen te twijfelen. Het feit dat in de vorige rechtszaken niet was geklaagd over misstanden in het politieonderzoek woog hierbij mee volgens het hof. De verklaringen van de twee bushokjesgetuigen werden door de rechter opzij gezet. Tijdens de herzieningszaak werd een van deze getuigen en zijn vader opnieuw gehoord, 22 jaar later na hun verklaringen. Zij waren niet in staat om met zekerheid te verklaren over de precieze tijdstippen dat ze in het bushokje zaten. Wegens geen directe en concrete herinnering aan de exacte datum en tijdstip leidden de verklaringen niet tot twijfel aan de verklaringen van de vrouwen. Volgens het hof vond het delict plaats nadat de bushokjesgetuigen waarschijnlijk al weg waren. Daarbij zag het Hof over het hoofd dat de verklaringen van de bushokjesgetuigen juist relevant waren om de gebeurtenissen in de aanloop naar het delict te beoordelen. De dadergroep zou zich in die periode - luidruchtig - voor het restaurant verzameld hebben en oma Mok naar het restaurant gesleept hebben. Althans volgens de reconstructie van het OM. De verklaringen van de bushokjesgetuigen waren hiermee niet te rijmen.
Ook oordeelde het hof dat forensische sporen de verklaringen van de vrouwen niet steunden, noch ontkrachtten. Van bloeddruppels gevonden op het keukenblad en nabij de gokkast werd een gedeeltelijk DNA-spoor gevonden van een onbekend persoon van Zuid-Aziatische of Oceanische afkomst, maar dit kon ook van personeelslid van het restaurant zijn. Daarnaast oordeelde het hof dat de druppel waarschijnlijk niet opgedroogd was, en pas na de afloop van de overval is achtergelaten. Daarbij werd verwezen naar een wetenschappelijk artikel over bloedstolling, waarin sprake was van totaal verschillende omstandigheden (temperatuur, vochtigheidsgraad en druppelgrootte). Deze druppel bood dus ook geen uitsluitsel over de betrokkenheid van de verdachten. Het feit dat er geen schoenen bij de veroordeelden werden aangetroffen welke matchten met de aangetroffen schoensporen in het restaurant was eveneens niet ontlastend aangezien men tijd had gehad om deze weg te gooien. De door de vrouwen gemaakte claim dat de mannen op het slachtoffer gespuugd zouden hebben kon niet bevestigd worden omdat het speekselonderzoek in de zaak beperkt was.

### Cassatie
Na de uitspraak van het hof in herziening zijn de verdachten in cassatie gegaan met advocaat Geert-Jan Knoops. De advocaat-generaal gaf op 6 juni 2017 het advies om de zaak te vernietigen en terug te sturen naar het hof. De uitspraak van de Hoge Raad volgde op 19 december 2017. De Hoge Raad oordeelde dat de inconsistenties in de verklaringen van de vrouwen niet de kern van de verklaringen hadden aangetast, en dat het hof correct had geredeneerd. Het feit dat de verdachten al hun verklaringen hadden ingetrokken deed volgens de Hoge Raad niet af aan de bewijswaarde daarvan. Het betrof namelijk niet één verklaring, maar meerdere verklaringen die over de loop van vele politieverhoren en terechtzittingen waren vergaard. Het Hof zou dit ook voldoende hebben gemotiveerd in zijn uitspraak. Omtrent het forensisch bewijs oordeelde de Hoge Raad dat hier niet rechtstreeks mee kon worden bewezen dat het feit begaan was, maar ook niet dat de verklaringen van de vrouwen onwaar zijn.
Opvallend was dat de Hoge Raad met zijn arrest tégen het advies van de advocaat-generaal was ingegaan. Laatstgenoemde was een stuk kritischer over de zaak en de afdoening door het hof. Van de bushokjesgetuigen vereiste het hof bijvoorbeeld een directe en concrete herinnering. De advocaat-generaal stelde dat dit een onjuist criterium was, en dat enkel aannemelijk moest worden gemaakt dat wat ze zeiden waar was. Ook vond hij dat het hof een zwaardere motiveringsplicht had ten aanzien van de verklaringen van de veroordeelden, aangezien deze later waren ingetrokken. Ook was de advocaat-generaal kritischer over het gebrek aan forensisch bewijs. Zelfs al hadden de veroordeelden handschoenen aan uit bezorgdheid om vingerafdrukken achter te laten, dan kon dat alsnog niet de complete afwezigheid van ook maar enig spoor (zoals bloed, haren, speeksel) van de veroordeelden verklaren.

## Nieuw onderzoek
Begin 2023 heeft de Hoge Raad het verzoek van het echtpaar Knoops om nieuw forensisch onderzoek te houden ingewilligd.

## De Restaurantmoord(documentaireserie)
Op 23 januari 2025 verscheen de documentaireserie De Restaurantmoord van de KRO-NCRV op NPO Start, bestaande uit vier afleveringen. In de serie verschijnen onder anderen rechtspsychologen, advocaten van de veroordeelden waaronder Geert-Jan Knoops, en de drie mannelijke veroordeelden in de zaak. In de serie wordt er betoogd dat de Zes van Breda onterecht zijn veroordeeld, en dat er sprake zou zijn geweest van tunnelvisie richting de veroordelden in het politieonderzoek. Dit zou ertoe hebben geleid dat er druk op de veroordeelden is uitgeoefend tijdens de verhoren om het verhaal passend te krijgen in de theorie van de politie, zouden er belangrijke ontlastende verklaringen buiten het strafdossier zijn gehouden, en had de politie geen oog voor andere verdachten die door een getuige werd aangewezen.

### Afleveringen
| Aflevering | Titel                |
| ---------- | -------------------- |
| 1          | De moord op oma Mok  |
| 2          | De slimmerik         |
| 3          | Het schaduwonderzoek |
| 4          | Het bloedspoor       |